# 黄喉拟水龟
黄喉拟水龟（学名：Mauremys mutica）又稱黃喉擬水龜、石金錢龜，为泽龟科拟水龟属的爬行动物。

## 分佈
分佈於中國的安徽、雲南（存疑）、海南、河南、廣東、貴州、江西、浙江、福建、廣西、香港，臺灣及越南北部，日本波照間島、西表島、石垣島及與那國島，生活於低海拔地區的河流、湖泊等。

## 特征
头部为绿色，有黄色带状纹，上颌橄榄色，下颌黄色；背甲长12～14公分；有三条脊棱，中央一条发达，两侧常不明显，后缘呈锯齿状，灰褐色背面，黄色腹面，散佈四角形的黑斑，四肢为橄榄色，具有绿色纵走带状纹；趾间具蹼。

## 習性
柴棺龜體格強健，雜食性但偏好肉食，水陸兩棲，但較喜歡在水邊活動，食物包括葉菜、蟋蟀、麵包蟲、魚蝦、福壽螺等。生性膽怯，但略具攻擊性，會因為爭食而攻擊同類或其他龜類，有夜行傾向。
雄性尾部粗大，泄殖孔超過背甲邊緣，雌龜則尾部細短，泄殖孔距軀體較近。雌龜大於雄龜，每年可產卵1-3次，每次下1-5顆蛋，約65-80天孵化。冬天溫度低於20度以下時活動會逐漸減少，最後進入冬眠狀態。
常见于丘陵地带半山区的山间盆地或河流谷地的水域中，常于附近的小灌叢或草叢中。性情害羞，夜行性烏龜。該物種的模式產地在浙江舟山群岛。在臺灣普遍稱為「柴棺龜」，目前在台灣為一級保育類。

## 保育狀況
其被列為《瀕危野生動植物種國際貿易公約》附錄二的物種，被限制出口及貿易。

## 外部連結
- Asian Turtle Species